# Drakesville
Drakesville és una població dels Estats Units a l'estat d'Iowa. Segons el cens del 2000 tenia 185 habitants.

## Demografia
Segons el cens del 2000, Drakesville tenia 185 habitants, 78 habitatges, i 46 famílies. La densitat de població era de 285,7 habitants/km².
Dels 78 habitatges en un 30,8% hi vivien nens de menys de 18 anys, en un 51,3% hi vivien parelles casades, en un 5,1% dones solteres, i en un 41% no eren unitats familiars. En el 33,3% dels habitatges hi vivien persones soles el 19,2% de les quals corresponia a persones de 65 anys o més que vivien soles. El nombre mitjà de persones vivint en cada habitatge era de 2,37 i el nombre mitjà de persones que vivien en cada família era de 3,15.
Per edats la població es repartia de la següent manera: un 26,5% tenia menys de 18 anys, un 7% entre 18 i 24, un 28,6% entre 25 i 44, un 20% de 45 a 60 i un 17,8% 65 anys o més.
L'edat mediana era de 40 anys. Per cada 100 dones de 18 o més anys hi havia 81,3 homes.
La renda mediana per habitatge era de 26.875 $ i la renda mediana per família de 32.500 $. Els homes tenien una renda mediana de 25.625 $ mentre que les dones 23.438 $. La renda per capita de la població era de 13.063 $. Entorn del 14,7% de les famílies i l'11,6% de la població estaven per davall del llindar de pobresa.

## Poblacions més properes
El següent diagrama mostra les poblacions més properes.